# God of War (відеогра, 2005)
God of War — відеогра від третьої особи жанру пригодницького бойовика, розроблена компанією SCE Santa Monica і видана Sony Computer Entertainment 22 березня 2005 року для ігрової консолі PlayStation 2. Це перша гра серії «God of War».
Події гри засновані на давньогрецькій міфології та розгортаються на території Стародавньої Греції. Головний протагоніст Кратос — спартанський воїн, слуга олімпійських богів, який ненавмисне вбив свою родину. За повчанням богині Афіни, Кратос повинен убити бога війни Ареса, щоб отримати прощення. Кратос погоджується та вирушає в небезпечну подорож.
Геймплей фокусується на знищенні великої кількості противників, за допомогою так званих Клинків Хаосу, якими Кратос користується для здійснення різних комбінованих атак. Упродовж гри Кратос отримує могутні магічні здібності, наприклад, голову Медузи Горгони, або Полум'яні Блискавки Зевса. У грі присутня система QTE, коли гравець повинен натискати клавіші в певній послідовності, щоб гра не завершилася смертю.
«God of War» є десятою за списком найбільш продаваних ігор для приставки PlayStation 2. Вона розійшлася тиражем в 4,6 мільйона копій і отримала кілька нагород «Гра Року». Вважається однією з найкращих ігор жанру Action-adventure. Крім геймплею, гру оцінили за непогану графіку на той час, звуковий супровід і сюжет. «God of War» як і сиквел були перероблені, і випущені в HD виданні для приставки PlayStation 3 в листопаді 2009 року. Перевидання включає в себе: «God of War», «God of War II», «God of War III», «God of War: Chains of Olympus», і «God of War: Ghost of Sparta». Екранізація гри перебуває в розробці з 2005 року.

## Ігровий процес
«God of War» — відеогра від третьої особи, що розповідає про Кратоса, могутнього воїна-спартанця. Основна зброя Кратоса — Клинки Хаосу (Blades of Chaos), що являють собою два широких коротких меча із зарубинами, на довгих ланцюгах, врослих в передпліччя головного героя. Згодом він отримує Клинки Артеміди, чиї удари повільніші, але сильніші. Спочатку Кратос простий смертний, який не має якихось особливих здібностей, крім високого рівня фізичної підготовки та віртуозного володіння холодною зброєю, але поступово різні боги дарують йому свої магічні сили. «Лють Посейдона» вражає ворогів навколо сяйвом, «Погляд Медузи» тимчасово перетворює ворогів на камінь, «Гнів Зевса» випускає далекобійні блискавки, а «Армія Аїда» дозволяє прикликати на свій бік воїнів.
Крім рукопашних сутичок у грі присутні нескладні головоломки, які вирішуються пересуванням ящиків, використанням важелів та іншого. У грі є елементи платформера, пов'язані з тим, що Кратос може чіплятися за западини і виступи, а також використовувати Мечі Хаосу як гак, що дозволяє йому долати широкі прірви.
Більшість ігрових супротивників запозичені з давньогрецької міфології, в тому числі Медуза Горгона, Мінотавр, Гідра та інші. Як і в інших іграх свого жанру, з переможених Кратосом супротивників, а також з розбитих предметів навколишнього світу випадають спеціальні сфери, функції яких залежать від їх кольору.
Зелені сфери — відновлюють здоров'я; Сині сфери — запас магічної енергії; Червоні сфери потрібні для вдосконалення можливостей Кратоса і Мечів Хаосу та іншої зброї.

## Сюжет
Кратос — спартанський воєначальник. Колись давно відбулася битва між військом Спарти, яким командував Кратос, і військом дикунів. Під час цього кровопролитного бою армія спартанців стала програвати. У люті і розпачі Кратос звернувся до бога війни Ареса, щоб той допоміг спартанцям перемогти. Арес дав йому неперевершену зброю — Клинки Хаосу, але зажадав від Кратоса неухильної служби. Кратос поклявся служити Аресу та завдяки Клинкам Хаосу убив царя варварів. Одного разу, Арес доручив йому знищити маленьке сільце, жителі якої поклонялися Афіні. Увірвавшись в тамтешній храм, Кратос нещадно зарубав всіх людей, які там були — дітей, жінок і старих. Потім він виявив серед загиблих свою дружину і дочку. Тому Кратос порушив так необачно дану клятву і намірився, чого б йому це коштувало, помститися Аресу. Оракул села прокляв Кратоса, щоб прах його загиблих рідних навічно в'ївся в його шкіру. Люди відцуралися від нього і Кратос мусив служити богам Олімпу, щоб спокутати свій гріх.
Через 10 років Кратос виконує завдання бога морів Посейдона. Він убиває Гідру, але втомлений служінням богам, які єдині приймають його послуги. Афіна обіцяє Кратосу, що його нарешті буде прощено, якщо він уб'є Ареса. Герой просить аби його також позбавили спогадів про минуле. В цей час Арес веде армію на місто Афіни, але верховний бог Зевс заборонив іншим богам втручатися в цю війну. Тому богиня звертається до смертного героя і Кратос погоджується.
У околицях Афін герой зустрічає богиню кохання Афродіту, котра дає йому завдання вбити горгону Медузу. Кратос пробивається до афінського оракула, який розповідає, що вбити бога війни можна тільки силою Скриньки Пандори. Скринька схована у храмі, розташованому на спині титана Кроноса, приреченого блукати по пустелі. Кратос долає охорону храму та численні пастки, проте Арес уже знає про його намір і жбурляє в героя колону. Гарпії відносять Скриньку до Ареса, а Кратос гине та потрапляє в царство бога мертвих Аїда.
Завдяки допомозі гробаря Кратос тікає з царства мертвих і дістається до цитаделі Ареса. Він відкриває Скриньку, здобуваючи силу, достатню для вбивства Ареса. Бачачи перевагу, Арес насилає на Кратоса болісні видіння загибелі його родини та забирає Клинки Хаосу. Тоді Кратос зауважує, що міст поруч — це насправді величезний меч. Герой убиває ним Ареса. Афіна повідомляє, що Кратоса прощено, але боги не в праві забрати спогади про його родину.
Кратос кидається в море, та Афіна рятує його й каже, що тепер він повинен стати новим богом війни.

## Цікаві факти
На початку 2012 року на офіційному блозі Playstation опублікований список 10 ігор з найбільшою кількістю платинових трофеїв, в який ввійшов God of War в HD перевиданні для Playstation 3:
- Assassin's Creed II;
- Call of Duty: Modern Warfare 2;
- Uncharted 2: Among Thieves;
- God of War III;
- Resident Evil 5;
- inFamous;
- Uncharted: Drake’s Fortune;
- God of War;
- Borderlands;
- Sly Cooper and the Thievius Raccoonus;

Кратос також з'являвся в Mortal Kombat 2011